# Anders Ek
Anders Ek (ur. 7 kwietnia 1916 w Göteborgu, zm. 17 listopada 1979 w Sztokholmie) – szwedzki aktor filmowy. Jego żoną była między innymi Birgit Cullberg, jest ojcem tancerza Matsa Eka i aktorki Maliny Ek.

## Wybrana filmografia
- Dziewczyna z hiacyntami (Flicka och hyacinter, 1950)
- Wieczór kuglarzy (Gycklarnas afton, 1953)
- Siódma pieczęć (Det sjunde inseglet, 1957)
- Rytuał (Riten, 1969)
- Szepty i krzyki (Viskningar och rop, 1972)
- Hallo Baby (1976)